# Sur la Mer
Sur la Mer es el decimotercer álbum de estudio de la banda británica The Moody Blues. Fue publicado en junio de 1988 por Polydor Records. El flautista Ray Thomas no apareció en el álbum, aunque siguió siendo miembro de la banda en el momento en que se grabó.

## Lanzamiento y recepción
El sencillo principal del álbum, «I Know You're Out There Somewhere» fue publicado el 23 de junio de 1988, alcanzando el puesto #30 en el Billboard Hot 100 de los Estados Unidos.
Sur la Mer fue publicado el 6 de junio de 1988 en el Reino Unido a través de Polydor Records. El álbum se convirtió en un éxito comercial moderado, alcanzando el puesto #38 en el Billboard 200 y el #21 en el UK Albums Chart. También fue certificado con disco de oro por Music Canada.
El segundo y último sencillo, «No More Lies» due publicado junto con «River of Endless Love» como lado B en octubre de 1988. La canción alcanzó la posición #15 en el Billboard Adult Contemporary.

## Lista de canciones
| Lado uno |                                     |                     |          |  |
| N.º      | Título                              | Escritor(es)        | Duración |  |
| 1.       | «I Know You're Out There Somewhere» | Justin Hayward      | 6:37     |  |
| 2.       | «Want to Be with You»               | Hayward, John Lodge | 4:48     |  |
| 3.       | «River of Endless Love»             | Hayward, Lodge      | 4:44     |  |
| 4.       | «No More Lies»                      | Hayward             | 5:15     |  |
| 5.       | «Here Comes the Weekend»            | Lodge               | 4:13     |  |

| Lado dos |                      |                |          |  |
| N.º      | Título               | Escritor(es)   | Duración |  |
| 1.       | «Vintage Wine»       | Hayward        | 3:38     |  |
| 2.       | «Breaking Point»     | Hayward, Lodge | 4:55     |  |
| 3.       | «Miracle»            | Hayward, Lodge | 4:55     |  |
| 4.       | «Love Is on the Run» | Lodge          | 5:02     |  |
| 5.       | «Deep»               | Hayward        | 6:50     |  |

## Créditos
Créditos adaptados desde las notas del álbum.
The Moody Blues
- Justin Hayward – voz principal y coros, guitarra, teclado, secuencia de batería
- John Lodge – voz principal y coros, bajo eléctrico, teclado, secuencia de batería
- Graeme Edge – batería, percusión
- Patrick Moraz – teclado, sintetizador, arreglos

Personal técnico
- Tony Visconti – productor, ingeniero de sonido, mezclas
- Paul Cartledge – asistente de ingeniería
- Sam Smith – asistente de ingeniería

## Posicionamiento
| Gráficas (1988)                | Pico de posición |
| ------------------------------ | ---------------- |
| Australia (Kent Music Report)  | 35               |
| Canadá (RPM Top Albums)        | 35               |
| Reino Unido (UK Albums Chart)  | 21               |
| Estados Unidos (Billboard 200) | 38               |